# Ben Levi Ross
Benjamin Levi Ross (nacido el 15 de enero de 1998) es un actor de teatro y cantante estadounidense. Es mejor conocido por su trabajo en el musical ganador del premio Tony Dear Evan Hansen, donde fue suplente de los papeles de Evan, Connor y Jared en Broadway y Evan en la gira nacional.

## Primeros años y educación
Ross nació en una familia judía el 15 de enero de 1998 y creció en Santa Mónica, California. Asistió a la escuela secundaria de Santa Mónica, donde participó activamente en el programa de teatro de su escuela. En 2016, fue nombrado Becario Presidencial de las Artes como parte del Programa de Becas Presidenciales de EE. UU. de 2016. También fue finalista del gran premio de los premios Music Center Spotlight 2016. Después de la secundaria, asistió a la Universidad Carnegie Mellon durante un año y medio.

## Carrera
En una audición para la obra The Low Road en el Teatro Público de Nueva York, el director de Dear Evan Hansen, Michael Greif, notó a Ross, quien le dijo a Ross que sería genial como suplente en el elenco de Dear Evan Hansen. Poco después, se unió al elenco de Dear Evan Hansen e hizo su debut en Broadway como el personaje de Jared. Luego, Ross pasó diez meses como suplente para los papeles de Evan, Connor y Jared. En 2018, dejó la compañía de Broadway y se unió a la primera gira nacional del show en el papel principal. Dejó la producción el 15 de septiembre de 2019. Del 29 de enero al 3 de febrero de 2020, Ross interpretó a Henry en la producción de Next to Normal del Centro Kennedy. En 2021, Ross apareció en la película Tick, Tick... Boom! como Freddy.

## Vida personal
Ross es gay y de género no binario, usa los pronombres en inglés they/them y he/him.

## Filmografía

### Películas
| Año  | Título              | Papel  |
| ---- | ------------------- | ------ |
| 2021 | Tick, Tick... Boom! | Freddy |

### Teatro
| Año     | Título           | Papel                          | Notas                                                      | Ref.         |
| ------- | ---------------- | ------------------------------ | ---------------------------------------------------------- | ------------ |
| 2017–18 | Dear Evan Hansen | Jared, Connor, Evan (suplente) | Music Box Theater                                          | [ 8 ]        |
| 2018–19 | Dear Evan Hansen | Evan                           | Gira nacional                                              | [ 9 ] [ 10 ] |
| 2020    | Next to Normal   | Henry                          | Presentación limitada en el Centro Kennedy                 | [ 13 ]       |
| 2022    | Dear Evan Hansen | Evan                           | Presentación limitada de 8 semanas en el Music Box Theater | [ 16 ]       |